# Dendronephthya spinosa
Dendronephthya spinosa är en korallart som beskrevs av Gray 1862. Dendronephthya spinosa ingår i släktet Dendronephthya och familjen Nephtheidae. Inga underarter finns listade i Catalogue of Life.